# Helmuth Thierfelder
Helmuth Thierfelder (* 18. August 1897 in Deutschenbora; † 12. November 1966 in Hannover) war ein deutscher Dirigent.

## Leben
Nach Kriegsteilnahme am Ersten Weltkrieg 1914–1918 begann Thierfelder ein Musikstudium, das er mit der Promotion zum Dr. phil. abschloss. Während seines Studiums wurde er 1919 Mitglied der Leipziger Universitäts-Sängerschaft zu St. Pauli. Danach war er als Korrepetitor und Kapellmeister u. a. in Leipzig und Schwerin tätig. 1927/28 war er Kapellmeister an der Staatsoper Berlin, danach Badekapellmeister in Friedrichroda, ab 1932 zweiter Dirigent des Berliner Sinfonie-Orchesters. 
1932–1934 war er Kapellmeister am Staatstheater Wiesbaden, danach beim Reichssender Hamburg. Zum 1. Mai 1933 trat Thierfelder der NSDAP bei. Ab 1938 war er Chefdirigent des 1934 gegründeten Niedersächsischen Symphonie-Orchesters in Hannover, das er bis 1964 leitete. Durch sein außergewöhnliches Durchsetzungsvermögen gegenüber der Stadt Hannover und dem Land Niedersachsen gelang ihm 1950 – nachdem der größte Teil des Orchesters im neugegründeten Rundfunkorchester Hannover des NWDR (heutiger Name NDR Radiophilharmonie) aufging –, die Neugründung des NSO durch die finanzielle Sicherstellung durch die Stadt Hannover und des Landes Niedersachsen zu erreichen. Als Gastdirigent trat Thierfelder im In- und Ausland auf.

## Werke
- Vorgeschichte und Entwicklung des deutschen Männergesangs. F. W. Gadow & Sohn, Hildburghausen o. J. [1923], zugleich Dissertation Universität Halle.

## Diskografie
- Daniel-François-Esprit Auber: Fra Diavolo: Ouvertüre. Berliner Sinfonie-Orchester. Elton.
- Johannes Brahms: Ungarische Tänze Nr. 5 u. 6. Berliner Sinfonie-Orchester. Phonycord.
- Harald Genzmer: Rondo aus dem Konzert für Trautonium und Orchester. Oskar Sala, Städtisches Orchester Berlin. Deutsche Grammophon.
- Franz Schubert: Rosamunde, Ballettmusik Nr. 2. Niedersachsen-Orchester Hannover. Deutsche Grammophon.
- Jean Sibelius: Der Schwan von Tuonela. Niedersachsen-Orchester Hannover. Deutsche Grammophon.
- Jean Sibelius: Pohjolas Tochter, op. 49. Niedersachsen-Orchester Hannover. Deutsche Grammophon.
- Jean Sibelius: Valse triste. Niedersachsen-Orchester Hannover. Deutsche Grammophon.